# Нітії-Мару
Нітії-Мару (Nichii Maru) — транспортне судно, яке під час Другої світової війни взяло участь у постачанні японських збройних сил на Труці та в архіпелазі Бісмарка.
Вантажне судно Нітії-Мару спорудили в 1939 році на верфі компанії Osaka Iron Works для компанії Nissan Kisen.
16 листопада 1941-го його реквізували для потреб Імперського флоту Японії та модифікували як допоміжний транспорт для перевезення амуніції. Роботи провели з 18 листопада по 20 грудня на верфях у Кавасакі та Куре, втім, судно залишалось у Куре майже до кінця березня.
У квітні 1942-го Нітії-Мару придали авіаносному з'єднанню, котре виконувало рейд у Індійському океані.
У наступні півтора року судно неодноразово побувало на сході Каролінських островів на атолі Трук, де, зокрема, поповнювало боєзапас бойових кораблів (створена тут ще до війни потужна база японського ВМФ відігравала ключову роль у операціях південно-східного сектору фронту). Також у серпні 1943-го Нітії-Мару відвідало Рабаул у архіпелазі Бісмарка, що лежить південніше (Рабаул функціонував як головна передова база, з якої безпосередньо провадились операції на Соломонових островах та сході Нової Гвінеї).
3 листопада Нітії-Мару приєдналось до конвою «Тей № 4 Го», сформованого для перевезення підкріплень з Китаю до архіпелагу Бісмарка, та знову вирушило з Труку до Рабаулу. Втім, 5 листопада через атаки авіації цей конвой повернув назад і за дві доби прибув на Трук.
9–12 листопада 1943-го Нітії-Мару все-таки вдалось прийти до Рабаулу разом з конвоєм № 2102.
Невдовзі після опівдня 20 листопада судно вийшло у зворотній рейс у складі конвою № 1210. Наступного дня о 12:35 у районі за сім десятків кілометрів на північний захід від острова Новий Ганновер літаки B-24 «Ліберейтор» атакували конвой і досягли двох прямих влучань у Нітії-Мару. Ще дві бомби вибухнули поряд. Судно почало осідати у воду, а на капітанському містку почалась пожежа, яка о 14:30 поширилася на один із трюмів. За пів години пожежа на містку вийшла з під контролю й о 15:30 наказано перевести пасажирів на судно Канаямасан-Мару. Ще за годину ухвалили рішення про повне полишення корабля (втім, під час інциденту все-таки загинули п'ять членів екіпажу). О 18:00 припинили буксирування.
Судно залишалось на плаву ще кілька діб та затонуло лише 25 листопада 1945 року.